# 他氟前列素
他氟前列素（英語：Tafluprosttrade）是一种前列腺素类似物，作为局部用药（如眼藥水）来控制青光眼缓解高眼压。它通过促进房水外流来降低眼压。